# Ilse Heylen
Ilse Heylen, född den 21 mars 1977 i Edegem, Belgien, är en belgisk judoutövare.
Hon tog OS-brons i damernas halv lättvikt i samband med de olympiska judotävlingarna 2004 i Aten.